# (1882) Rauma
(1882) Rauma (1941 UJ) – planetoida z pasa głównego asteroid okrążająca Słońce w ciągu 5,21 lat w średniej odległości 3 j.a. Odkryta 15 października 1941 roku.